# Parlamentswahl in Albanien 2017
- LSI: 19
- PS: 74
- PSD: 1
- PDIU: 3
- PD: 43

Am 25. Juni 2017 fand die Parlamentswahl in Albanien statt. Es war die achte Wahl zum Kuvendi i Shqipërisë, dem albanischen Parlament, seit dem Sturz des kommunistischen Regimes 1990/91. Ursprünglicher Wahltermin war der 18. Juni 2017. Die regierende Sozialistische Partei (PS) mit Edi Rama als Ministerpräsidenten und Vorsitzenden ging als Sieger aus der Wahl hervor.
Der Ablauf der Wahl galt als „ruhig“ und ordentlich, internationale Beobachter fordern aber noch immer einige Reformen.

## Vorgeschichte
Bei den Wahlen im Sommer 2013 hat die PS die Mehrheit von der regierenden Demokratischen Partei (PD) unter Ministerpräsident Sali Berisha übernommen. Mit der Sozialistischen Bewegung für Integration (LSI) – eine Splitterpartei der Sozialisten, die zuvor Koalitionspartner der PD war – wurde eine Koalitionsregierung gebildet. Bei den Lokalwahlen 2015 mussten die Demokraten eine weitere Niederlage einstecken.

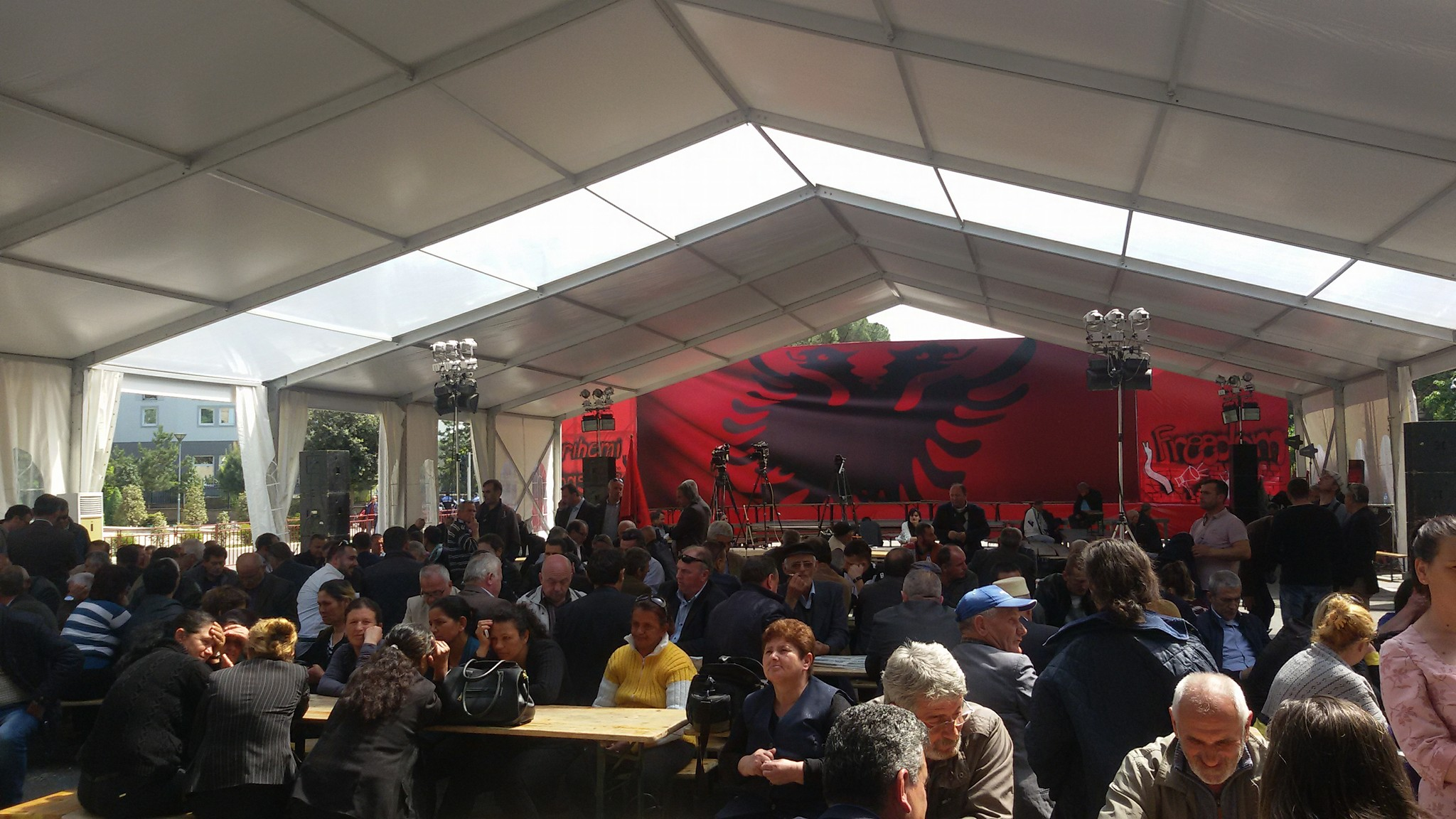
Protestzelt der Opposition in Tirana

Im Februar 2017 trat die sich in Opposition befindende Demokratische Partei in einen Protest, der mit einem Boykott der Parlamentssitzungen verbunden war. Sie forderten eine Rücktritt der Regierung, da diese keine fairen und freien Wahlen garantieren würde. Vor dem Ministerpräsidentenamt in Tirana auf dem Bulevardi Dëshmorët e Kombit wurde ein Protestcamp errichtet. In den 90 Tage langen Zeitraum des Protests fiel auch die Präsidentschaftswahl. Die Frist zur Einreichung der Listen mit Kandidaten für die kommenden Parlamentswahl ließ man verstreichen. Am 18. Mai einigten sich die Parteivorsitzende Edi Rama und Lulzim Basha auf einen Kompromiss: Der international vermitteltete Konsens unter Federführung des deutschen Europaabgeordneten David McAllister sah unter anderem die Verschiebung der Parlamentswahl um eine Woche, die Ernennung von sieben parteilosen Ministern durch die Opposition für eine „technische Regierung“ sowie mehrere Reformen beim Wahlverfahren vor. Ihre Forderung nach einem Regierungsrücktritt konnte die PD nicht durchsetzen.
Eine Task Force unter der Leitung der neuen parteilosen stellvertretenden Ministerpräsidentin Ledina Mandija überwachte die vereinbarten Anpassungen am Wahlprozess.

## Wahlsystem
Die Abgeordneten des 140 Sitze zählenden Parlaments wurden in zwölf Wahlkreisen, die den zwölf Qarks entsprechen, in Verhältniswahl mit unveränderbaren Parteilisten ermittelt. Die Wahlhürde lag bei 3 % für Parteien und 5 % für Allianzen. Die Sitze wurden nach dem D’Hondt-Verfahren auf die Allianzen und dann nach dem Sainte-Laguë-Verfahren auf die Parteien verteilt.
Aufgrund veränderten Bevölkerungszahlen änderten sich die Anzahl Sitze in einigen Wahlkreisen: Tirana hatte zwei Sitze mehr und Durrës einen, während Korça, Berat und Kukës je einen Sitz abgeben mussten.
| Qark                       | Bevölkerung 2016 | Sitze |
| -------------------------- | ---------------- | ----- |
| Berat                      | 139.815          | 7     |
| Dibra                      | 134.153          | 6     |
| Durrës                     | 278.775          | 14    |
| Elbasan                    | 298.913          | 14    |
| Fier                       | 312.448          | 16    |
| Gjirokastra                | 70.331           | 5     |
| Korça                      | 221.706          | 11    |
| Kukës                      | 84.035           | 3     |
| Lezha                      | 135.613          | 7     |
| Shkodra                    | 215.483          | 11    |
| Tirana                     | 811.649          | 34    |
| Vlora                      | 183.105          | 12    |
| Quelle Bevölkerung: Instat |                  |       |

## Registrierte Parteien und Koalitionen
Insgesamt traten 18 Parteien an. Drei von ihnen hatten den ursprünglichen Anmeldetermin verpasst, wurden aber noch nachträglich zugelassen, nachdem die PD ihren Boykott beendet hatte. Zwei weiteren wurden nicht mehr zugelassen. Koalitionen waren dieses Mal nicht zugelassen.
| Partei | Partei                                            | Abkürzung | Ausrichtung                               | Vorsitzender     | Stimmenanteil 2013 |
| ------ | ------------------------------------------------- | --------- | ----------------------------------------- | ---------------- | ------------------ |
|        | Sozialistische Partei                             | PS        | Sozialdemokratie                          | Edi Rama         | 41,4 %             |
|        | Demokratische Partei                              | PD        | Konservatismus, Wirtschaftsliberalismus   | Lulzim Basha     | 31,8 %             |
|        | Sozialistische Bewegung für Integration           | LSI       | Sozialdemokratie                          | Ilir Meta        | 10,4 %             |
|        | Partei für Gerechtigkeit, Integration und Einheit | PDIU      | Nationalliberalismus, Çamen-Nationalismus | Shpëtim Idrizi   | 02,6 %             |
|        | LIBRA                                             | LIBRA     | Linksliberalismus                         | Ben Blushi       | neu                |
|        | SFIDA!                                            | SFIDA!    | Politische Mitte                          | Hektor Ruci      | neu                |
|        | Republikanische Partei                            | PR        | Nationalkonservatismus                    | Fatmir Mediu     | 03,0 %             |
|        | Christlich-Demokratische Partei                   | PKD       | Christdemokratie                          | Dhimitër Muslia  | 0,8 %              |
|        | Christdemokratische Bewegung                      | PBDK      | Christdemokratie                          |                  | <0,1 %             |
|        | Christdemokratische Allianz                       | ADK       | Christdemokratie                          |                  | <0,1 %             |
|        | Sozialdemokratische Partei                        | PSD       | Sozialdemokratie                          | Skënder Gjinushi | 0,6 %              |
|        | Partei Soziale Demokratie                         | PDS       | Sozialdemokratie                          |                  | 0,7 %              |
|        | Demokratische Allianz                             | AD        | Liberalismus                              | Eduard Abazi     | <0,1 %             |
|        | Neuer Demokratischer Wind                         | FRD       | Liberalismus                              | Bamir Topi       | —                  |
|        | Nationale Albanische Allianz                      | AAK       |                                           |                  | <0,1 %             |
|        | Ethnisch-Griechische Minderheit für die Zukunft   | MEGA      | griechische Minoritätenpolitik            |                  | 0,2 %              |
|        | Kommunistische Partei                             | PKSH      | Kommunismus                               |                  | <0,1 %             |
|        | Volksallianz für Gerechtigkeit                    | APD       |                                           |                  | —                  |

## Ergebnisse
Die Wahlbeteiligung war mit 46,72 % sehr niedrig. Mögliche Gründe hierfür wurden im heißen Wetter und im gleichentags stattfindenden Fest des Fastenbrechens gesehen. Nachwahlbefragungen sagten am Sonntagabend einen deutlichen Sieg der PS voraus.
Die Sozialisten erhielten am meisten Stimmen und erzielten mit 74 Mandaten eine absolute Mehrheit im neuen Parlament. Die LSI kam auf 19 Mandate, die PD auf 43, die PDIU auf 3 Mandate, und die PSD errang ein Mandat.

Sitze im neuen Parlament

| Partei                                              | Stimmen   | %     | Sitze | ±   |
| --------------------------------------------------- | --------- | ----- | ----- | --- |
| Sozialistische Partei                               | 761.932   | 48,34 | 74    | +9  |
| Demokratische Partei                                | 454.319   | 28,82 | 43    | −7  |
| Sozialistische Bewegung für Integration             | 224.961   | 14,27 | 19    | +3  |
| Partei für Gerechtigkeit, Integration und Einheit   | 75.591    | 4,80  | 3     | −1  |
| LIBRA                                               | 19.664    | 1,25  | 0     | neu |
| Sozialdemokratische Partei                          | 14.985    | 0,95  | 1     | +1  |
| Neuer Demokratischer Wind                           | 5.112     | 0,32  | 0     | 0   |
| Republikanische Partei                              | 3.821     | 0,24  | 0     | −3  |
| SFIDA!                                              | 3.523     | 0,22  | 0     | neu |
| Partei Soziale Demokratie                           | 2.526     | 0,16  | 0     | 0   |
| Christlich-Demokratische Partei                     | 2.516     | 0,16  | 0     | −1  |
| Ethnisch-Griechische Minderheit für die Zukunft     | 2.283     | 0,14  | 0     | 0   |
| Volksallianz für Gerechtigkeit                      | 1.490     | 0,09  | 0     | neu |
| Kommunistische Partei                               | 1.026     | 0,07  | 0     | 0   |
| Christdemokratische Bewegung                        | 910       | 0,06  | 0     | neu |
| Christdemokratische Allianz                         | 765       | 0,05  | 0     | 0   |
| Demokratische Allianz                               | 538       | 0,03  | 0     | 0   |
| Nationale Albanische Allianz                        | 353       | 0,02  | 0     | neu |
| Ungültige & leere Stimmen                           | 31.730    | –     | –     | –   |
| Total                                               | 1.607.725 | 100   | 140   | 0   |
| Registrierte Wähler/Beteiligung                     | 3.452.324 | 46,57 | –     | –   |
| Quelle: CEC (99,42 % der Wahllokale berücksichtigt) |           |       |       |     |